# 聖路易斯島 (巴西)
聖路易斯島是巴西的島嶼，位於該國東北部大西洋海域，由馬拉尼昂州負責管轄，面積1,410平方公里，2007年人口1,266,366，人口密度為每平方公里859人。
02°36′S 44°14′W / 2.600°S 44.233°W